# Ponerologia
Ponerologia, o estudo do mal, do grego poneros (malícia, maldade), é a ciência da natureza do mal adaptada a propósitos políticos. O termo foi cunhado pelo psiquiatra polonês Andrzej M. Łobaczewski , que estudou como os psicopatas influenciam no avanço da injustiça e sobre como abrem caminho para o poder na política (ver: Patocracia)
Andrzej Łobaczewski, em seu prefácio no livro Political Ponerology (A Science on the Nature of Evil Adjusted for Political Purposes), faz três revelações dramáticas sobre as circunstâncias por trás da composição deste livro antes de chegar ao conhecimento público. Diz ele que este é, na verdade, o terceiro manuscrito que ele criou sobre o mesmo assunto. O primeiro, ele teve que jogá-lo na fornalha de seu aquecedor central, após ter sido avisado em cima da hora sobre uma busca oficial que seria conduzida apenas alguns minutos depois. O segundo rascunho ele enviou a um dignitário da Igreja no Vaticano através de um turista norte-americano, e nunca conseguiu obter qualquer tipo de informação sobre o destino da encomenda depois que saiu de suas mãos. Łobaczewski complementa que os dois primeiros rascunhos foram escritos numa linguagem muito diferente e destinada para o benefício dos especialistas com a bagagem necessária, particularmente no campo da psicopatologia. O desaparecimento da segunda versão também significou a perda da maioria dos dados e fatos estatísticos que teriam sido muito valiosos e conclusivos para especialistas da área. Diversas análises de casos individuais também foram perdidas. Łobaczewski diz que nutre a esperança de que este trabalho possa alcançar uma audiência mais ampla e disponibilizar alguns dados científicos úteis, que possam servir como uma base para a compreensão do mundo e história contemporâneos.
Um sistema de governo forjado por uma minoria psicopata que assume o controle da vida de pessoas normais. Ocupam não só cargos políticos, mas posições de referência moral e intelectual — incluindo-se aí as salas de aula e cátedras universitárias, como os "pedagogos da sociedade": pessoas fascinadas por suas ideias grandiosas, frequentemente limitadas e com alguma mácula derivada de processos de pensamento patológico, que se esforçam para impor suas teses e métodos, empobrecendo a cultura e deformando o caráter das pessoas (p. 55).
Łobaczewski revela com seus estudos, que as pessoas que perderam a capacidade de raciocínio lógico (e, portanto, a capacidade de distinguir a verdade da mentira) são portanto mais inclinadas a aceitar a paralógica e a paramoral dos psicopatas e caracteropatas.